# Allaines (Somme)
Allaines is een gemeente in het Franse departement Somme (regio Hauts-de-France) en telt 428 inwoners (2005). De plaats maakt deel uit van het arrondissement Péronne.

## Geografie
De oppervlakte van Allaines bedraagt 8,4 km², de bevolkingsdichtheid is 51,0 inwoners per km².
De onderstaande kaart toont de ligging van Allaines (Somme) met de belangrijkste infrastructuur en aangrenzende gemeenten.

## Demografie
Onderstaande figuur toont het verloop van het inwonertal (bron: INSEE-tellingen).